# Paderewek
Paderewek – wieś w Polsce położona w województwie mazowieckim, w powiecie sokołowskim, w gminie Sterdyń. Ma status sołectwa. Leży nad Cetynią dopływem Bugu.
W latach 1975–1998 miejscowość administracyjnie należała do województwa siedleckiego.
Mieszkańcy wyznania rzymskokatolickiego należą do parafii św. Anny w Sterdyni.